# Garlan
Garlan település Franciaországban, Finistère megyében. Lakosainak száma 1063 fő (2022. január 1.). Garlan Saint-Jean-du-Doigt, Plouezoc’h, Morlaix, Lanmeur és Plouigneau községekkel határos.

## Népesség
A település népességének változása:
| Lakosok száma | 615  | 774  | 801  | 918  | 1028 | 1045 | 1052 | 1050 | 1052 | 1063 |
|               | 1968 | 1982 | 1990 | 2006 | 2013 | 2015 | 2017 | 2019 | 2020 | 2022 |